# Tapetosa darwini
Tapetosa darwini is een spinnensoort in de taxonomische indeling van de wolfspinnen (Lycosidae).
Het dier behoort tot het geslacht Tapetosa. De wetenschappelijke naam van de soort werd voor het eerst geldig gepubliceerd in 2009 door Volker W. Framenau et al..